# 浜松市立湖東中学校
浜松市立湖東中学校（はままつしりつ ことうちゅうがっこう）は、静岡県浜松市中央区佐浜町にある市立中学校。航空自衛隊浜松基地がある関係で、法に基づき防音設備・空調設備が完備されている。
一部、老朽化

## 沿革
- 1959年（昭和34年）4月1日 - 湖東村立伊佐見中学校と同村立和地中学校が統合し、湖東村立湖東中学校として開校。
- 1960年（昭和35年）10月1日 - 浜名郡湖東村が浜松市へ編入合併したことにより、現校名となる。
- 1964年（昭和39年）4月11日 - 体育館完成。
- 1966年（昭和41年）7月8日 - プール完成。
- 1985年（昭和60年）4月2日 - 新体育館完成。
- 1995年（平成7年）1月22日 - 新校舎完成。
- 1998年（平成10年）9月11日 - 統合40周年記念式典。
- 2008年（平成20年）11月7日 - 統合50周年記念式典。

## 学区
- 伊左地町･佐浜町･大人見町･古人見町(伊佐見小学校区域)
- 和地町･湖東町･和光町･大山町･桜台一丁目～六丁目(和地小学校区域)

## 学校教育構想

### 校訓
「努めてやまず」

### 学校教育目標
意欲を持って 挑戦し 自己表現できる生徒
- 意欲を表象する機会や動機づけの意図的設定
- 挑戦する機会の意図的創造と見届け、励まし
- 自己表現力育成の場の意図的設定

## 年間行事
4月
入学式
修学旅行（3年）
校外学習
5月
野外活動（2年）
9月
校内体育大会
11月
秋桜祭
職場体験（2年）
校外学習（1年）
3月
卒業式

## 著名な出身者
- 松本志のぶ（アナウンサー）